# Öbonäs
Öbonäs is een plaats in de gemeente Norrköping in het landschap Östergötland en de provincie Östergötlands län in Zweden. De plaats heeft 252 inwoners (2005) en een oppervlakte van 21 hectare.